# (466618) 2014 VS18
(466618) 2014 VS18 es un asteroide perteneciente al cinturón de asteroides, descubierto el 7 de noviembre de 2007 por el equipo Spacewatch desde el Observatorio Nacional de Kitt Peak (Arizona, Estados Unidos).